# Haec-Vir

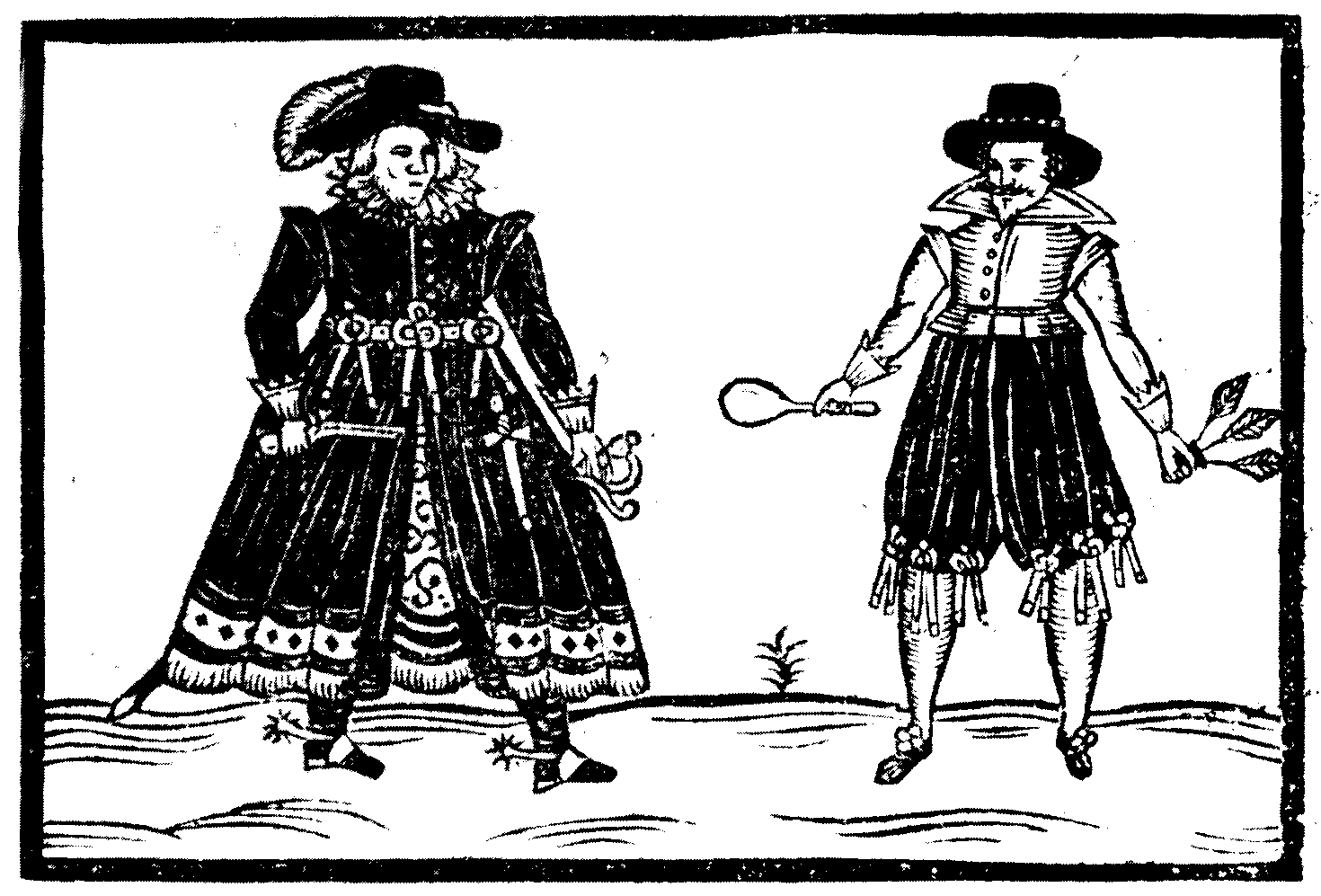
Ilustración del Womanish-Man (hombre afeminado) y de la Man-Woman (mujer masculina) de Haec-Vir

Haec-Vir: or, the Womanish-Man fue un panfleto publicado en 1620 en Inglaterra en respuesta al panfleto Hic Mulier. Mientras que Hic Mulier argumentaba contra el travestismo y, en términos más generales, contra los derechos de las mujeres, Haec-Vir defendía a aquellas mujeres que no encajaban en su rol de género esperado. El título significa literalmente "este hombre [afeminado]" – haec es la forma femenina del pronombre demostrativo aplicado en broma al sustantivo masculino. El panfleto está concebido como un diálogo entre Hic Mulier (El Hombre-Mujer, una mujer travesti) y Haec-Vir (El Hombre-Femenino, un hombre afeminado). El panfleto es notable por ser una expresión temprana del feminismo en el Renacimiento. Hic Mulier parece abandonar algunos de sus ideales anteriores al afirmar que la única razón por la que las mujeres están "sobrepasando sus límites" es porque los hombres han dejado de ser "verdaderos hombres".

## La obra
El panfleto, impreso por Eliot's Court Press para John Trundle en 1620, fue vendido en la puerta de Christ Church en Londres,, por parte del librero Edward Wright. Parece haber sido impreso sólo una vez durante ese período. Como respuesta polémica a Hic Mulier, sigue bastante de cerca las líneas generales del panfleto anterior.
El texto se abre con Haec-Vir, un dandi, confundiendo a la masculina Hic-Mulier con un caballero. Aclaran este error con una profusión de lenguaje cortesano. Haec-Vir acusa a la mujer varonil de bajeza, antinaturalidad, vergüenza y estupidez: basa su argumento en supuestos tradicionales sobre el orden social y el decoro de género. Ella responde, en un primer momento, con un argumento a favor de su propia libertad como ser humano y del relativismo necesario para juzgar las costumbres mutables. Sus afirmaciones, reforzadas por citas de Marcial y Virgilio, entre otros, no son en sí mismas menos tradicionales que las de Haec-Vir; su aplicación a la cuestión de la libertad de las mujeres, sin embargo, puede considerarse algo poco común para la época. Haec-Vir responde haciendo referencia al mandato del Deuteronomio contra el travestismo. Esta referencia resulta decisiva en lo que respecta al argumento inicial de Hic-Mulier; sin embargo, ella ataca inmediatamente a Haec-Vir por su propio afeminamiento, una acusación que, dado su ataque anterior, él no puede refutar. El breve coloquio termina con la resolución mutua de volver a los estándares normativos de género para el comportamiento.

## Contexto
En la última década del reinado de Jacobo I, Inglaterra parece haber sido testigo de una pequeña crisis de conciencia sobre la cuestión del travestismo y otras actividades que supuestamente violan las normas de género. Es posible que esta crisis estuviera relacionada con cambios reales de comportamiento; Mary Frith, por ejemplo, había alcanzado notoriedad recientemente. Sin embargo, ha resultado difícil determinar con precisión tal tendencia en la sociedad.
Lo que está claro es que una serie de acontecimientos sociales y políticos hicieron que el travestismo fuera visto como una amenaza más grave. La percepción de corrupción política y homosexualidad en la corte, por un lado, y la creciente intolerancia y vehemencia de los puritanos, por el otro, contribuyeron a crear una escena social fuertemente polarizada en la que la tolerancia o el compromiso se hicieron progresivamente más difíciles. En lo que respecta a las mujeres, escándalos como el asesinato de Thomas Overbury revelaron a algunas de ellas bajo una luz que favorecía temores misóginos. En cuanto a los hombres, se suponía que la larga era de paz impuesta por la política exterior de Jacobo conduciría a hombres "blandos"; había, para algunos ingleses, un notable contraste entre el delicado cortesano jacobino y el cortesano marcial idealizado recordado de la época de Isabel I. Por último, la promulgación de los Estatutos de Vestimenta en 1574 puede haber servido para recordar a algunos ingleses los límites tradicionales a la libertad de vestimenta.
Dado que Haec Vir se publicó tan rápidamente después de la impresión de Hic Mulier, el erudito LB Wright cree que el par de panfletos fue diseñado por el librero para capitalizar la controversia sobre la posición social de las mujeres.